# At War with Self
At War With Self – amerykański projekt muzyczny założony w 2002 roku w Indianapolis przez multiinstrumentalistę Glenna Snelwara, znanego z występów w supergrupie Gordian Knot. Do 2015 roku ukazało się cztery albumy studyjne projektu utrzymane w stylistyce rocka i metalu progresywnego.

## Dyskografia
- Torn Between Dimensions (2005, Free Electric Sound)[2]
- Acts Of God (2007, Free Electric Sound)[3]
- A Familiar Path (2009, Sluggos Goon Music)[4]
- Circadian Rhythm Disorder (2015, At War with Self)